# 高麗

高麗国
高麗
고려

高麗（こうらい、コリョ、ハングル: 고려; ハンチャ: 高麗; MR: Koryŏ; [ko.ɾjʌ]）は、918年に王建（太祖）が後高句麗王弓裔を易姓革命で追放することで建国し、936年に朝鮮半島の後三国の統一を成し遂げ、1392年の李氏朝鮮建国まで続いた国家である。首都は開京。

## 概要
10世紀の最大版図時に高麗の領土は朝鮮半島の大部分に加えて元山市や 鴨緑江まで及んだが、1259年に高宗の時代に複数に渡る元の侵略で降伏・皇帝号喪失で元の属国になった。1356年に恭愍王の采配で旧領土奪還で完全独立を果たしたが、1368年に元を滅亡させた明が中国大陸に成立すると恭愍王は明に属することを表明し、1370年から明の朝貢国となった。以降は国内が親明派と親元派の激しい対立が起き、1374年に恭愍王が国内の親元派に暗殺され、王禑の治世は親元派が政権を握った。1392年に過去の戦果で武功を立てていた武官李成桂の反乱で滅ぼされた。
高麗の名称は、朝鮮半島を表す「Korea（英語）」や「Corée（フランス語）」などの語源になった。

## 歴史

### 建国

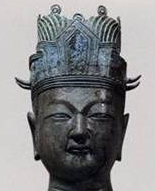
王建(877-943年)高麗の創設者

新羅は676年に朝鮮半島を統一したが、8世紀末から9世紀まで王位継承戦争が起き、地方でも農民の反乱が起きて、混乱を深めて行った。この乱れは真聖女王の時に一層激しくなり、地方の有力な豪族たちが新羅を分裂させた。892年に半島西南部で甄萱が後百済を建国し、901年には弓裔が後高句麗（のちに泰封と改称）を建国した。これ以降を後三国時代と呼ぶ。
後高句麗の将軍だった王建は、後百済との戦争で何度も勝利し、立派な人格で群臣たちの信望が厚かった。しかし弓裔には嫌われ、命を狙われたこともある。弓裔は、宮殿の造営で国力を消耗するなど失政を重ね、民衆の不満は高まった。また自分を弥勒菩薩と呼ばせて神秘的な超能力で人の心を見抜くことができると言い、反対派を粛清した。
918年6月、騎将の洪儒・裵玄慶・申崇謙・卜智謙らなどが密謀し、夜に王建を訪ね、王に推戴する。王建は断固として断るが妻の柳氏が直接鎧を着させ、督励した。また多くの将兵や臣民らおよそ1万人に崇められた。弓裔は逃げ出して山中に隠れたが、飢えを凌ぐことができず、麦と穂を盗んで食べる途中、民たちによって殺害される。建国の地の鉄円は高句麗の旧領内だったので 国号を「高麗」、年号を「天授」と改元した。なお、高句麗の後継を名乗ったのは高麗のみではない。
その後、朝鮮半島は高麗と後百済の戦争が一進一退の状況が続き、935年に後百済の王の甄萱が四男の甄金剛に王位を継がせようしたことに長男の甄神剣が不満を持ち、ついに反乱を起こして父を廃位し、みずから後百済の王となった。甄神剣は甄萱を寺院に監禁したが、のちに甄萱は脱出し、935年6月、高麗に亡命した。王建は甄萱を尚父と呼んで厚遇した。同年11月には、新羅の敬順王が君臣を挙げて高麗に帰順し、新羅は高麗に吸収合併されることになった。この間、政変による混乱で後百済は急速に弱体化し、936年には高麗の攻撃でついに滅亡した。こうして朝鮮半島は高麗によって統一された。

### 北進政策と契丹侵入
926年に遼（916年成立）が渤海を滅ぼし高麗と北方で国境を接した。一方、中国大陸の戦乱（五代十国）が宋（960年建国）によって統一された。
宋は漢民族を統一したが、北方の周辺異民族を制する力はなく、契丹は急速に高麗との国境まで版図を広げ、さらに993年から大規模な侵入を行った。高麗はこれに屈し、契丹の属国となる事を誓って赦され、994年から連年朝貢した。1009年に高麗で王が弑逆される政変が起きると、1010年、契丹は不義を正すという名目で介入し、北部諸州を征服した後、首都開城へ迫った。高麗朝廷は将軍の姜邯賛の策により開城を放棄して羅州へ立て篭もるも、契丹軍が1011年1月に開城を攻略すると和を乞うて降伏、契丹軍は開城を焼き払い撤退した。敗残兵を糾合した高麗の将軍楊規が持続的な後方を攻撃して契丹軍は大きな被害を受け、この過程で以前の戦闘で捕らえた多数の捕虜が高麗軍に復帰する。楊規と金淑興率いる高麗軍は契丹軍に亀州で待ち伏せ攻撃（伏兵）を仕掛けて一万人余を殺し、楊規率いる軍勢は数日間にわたって追い撃ちを仕掛けて7000人余を殺して、捕虜5000人を奪還した。それから、高麗が再び盟約に違反した為、契丹は1013年から1015年まで継続して侵入し、高麗軍は幾度も勝利した。契丹はその年のうちに再再度侵攻した。1016年、高麗が再び宋の藩属国に戻って契丹に背くと、1018年、蕭排押率いる10万の契丹軍が高麗へ攻め込むが、姜邯賛率いる高麗軍20万は、契丹軍の分隊を鴨緑江支流河岸にある亀城で迎え撃ち撃退した。侵攻は1019年まで続いたが、高麗は最終的にこれを撃退した。高麗軍は大勝を収め、契丹軍はほぼ全滅した。姜邯賛は鴨緑江を渡り侵入してきた契丹の大軍と対峙し、蕭排押率いる契丹大軍を興化鎮にて殲滅した。契丹軍の侵攻は、高麗が請願によって女真族の土地である江東6州の権利を下賜されていながら度々背いた故である。遼の聖宗は、蕭排押の敗戦を受けて本格的な高麗征伐を準備していたが、高麗からの「藩属国となり毎年朝貢を怠らない」旨の謝罪を受け容れ、1020年謝罪による和睦を許した。1022年以降、高麗は契丹の年号を用いて朝貢の義務を果たし、契丹が高麗の江東6州領有を許した事で、高麗は鴨緑江沿いの女真族の土地を占領した。
その後、北東地域では女真との戦いが続いた。女真が居住していた江東6州への侵略に際して女真族の抵抗に遭った為、1033年から1044年にかけて北部に半島を横断する長城を築いて報復に備えた。1037年に女真水軍が長城の及ばない鴨緑江を侵したが、この後はおおむね安定を取り戻した。
この後の女真の台頭は著しく、1104年の反撃では女真軍に敗れ略奪を受けている。女真は1115年に金を建て、1125年に高麗の宗主国である遼を滅ぼした。その為高麗は金へ服属し、1126年に朝貢した。金は中華帝国となるべく、宋への介入に集中したため、高麗は属国でありながらもそれほど政治介入を受けずに済んだ。国内はおおむね安定し、1145年には現存最古の朝鮮半島史書である『三国史記』が完成した。

### 李資謙の乱と妙清の乱

#### 李資謙の乱
李資謙は当代最高の貴族家門の慶源李氏の一員で、李氏一族は文宗の時代から睿宗に至るまで80年間娘を王室に嫁がせた。李資謙は睿宗の王妃・順徳皇后の父で、娘が王子（後の仁宗）を生んで睿宗に愛されるとともに政界入りしたが、皇后は1118年に崩御する。1122年に睿宗が崩御すると、13歳の仁宗が即位した。李資謙は仁宗の母方の祖父として摂政に任じられ、政権を握った。また自分の3女と4女を仁宗に嫁がせた。つまり、仁宗は母の妹らと結婚することになった。政権を握った李資謙とその息子たち、親戚らは財産を作り、賄賂を受け取るなど横暴な振る舞いをした。このような李資謙の越権行為は人臣らによって批判され、ついに御史台の言官たちに弾劾される。また李資謙は外孫の仁宗によって朝鮮国公に冊立され、調書に署名の手続きを省略する特恵を受け、自宅は「宮」と格上げした。自分の誕生日は「節」と称するなど（金富軾らの反対で霧散）、太子に準ずる待遇を受けることになり、甚だしく自分を「知軍国事」と称して仁宗に冊立を要求した。行過ぎた李資謙の越権行為に仁宗と側近らは李資謙を取り除くことを目論む。
1126年2月、仁宗は側近の智禄延・安甫麟・呉卓・権秀・高碩などに李資謙と拓俊京などの逮捕を命じる。2月25日に王命を承った呉卓・権秀などが軍を率いて入城し、宮廷に入り、拓俊京の息子の拓純と弟の拓俊臣を殺して、また戚臣らを殺した。李資謙の反軍は拓俊京と連合して反撃した。反軍は錠を壊して入城し、宮を包囲、占領する。李資謙は仁宗に事件の首謀者を出すように王を脅かすが、王は拒否。反乱軍はまた宮廷を攻め、城を陥れる。仁宗は李資謙に譲位勅書を下すが、李資謙は大臣らの強い反発を恥ずかしがり、王位への欲心を諦めるような行動を取る。一方、李資謙は仁宗を自宅に監禁 し、毒殺を２回も企てるが、自分の娘で、仁宗の王妃の廃妃李氏姉妹（李資謙の三女と四女）によって失敗する。1126年5月に李資謙と拓俊京の間で葛藤が起こり、仁宗は拓俊京を味方に引き入れ、拓は仁宗に忠誠を誓って李資謙の乱を制圧する。
李資謙は大勢が傾くことを把握し、投降した。李資謙と妻の崔氏・息子らは逮捕され、配流される。李資謙の娘で、仁宗の皇后だった3女と4女も廃立されるが、王の毒殺を阻んだ功労を認められ死ぬまで厚遇を受ける。

#### 妙清の乱
李資謙の乱以後、宮殿が消失されるなど、大混乱があった。妙清は僧で、陰陽地理を研究し、仁宗に取り入り、仁宗に開京は首都として運気が尽き、衰えると言い、西京（現在の平壌）への首都移転を主張し、開京派との勢力争いを招いた。西京は第二の首都として歴代の国王がお出ましにした戦略上の要地だった。しかし数年間の議論百出の結果、仁宗は首都の移転を不許した。妙清は「金国征伐」と「風水思想」の主張を通し、1135年に「大為」という国号を名乗って乱を起こした。また独自の年号の「天開」を使い、西京を首都とする国を建てるが、1136年2月、1年間の戦闘の結果、高麗政府の司令官の金富軾が率いる軍隊によって鎮圧された。

### 武臣政権とモンゴルの侵攻
李資謙の乱と妙清の乱で混乱が続き、毅宗の時代に入ると、宦官による政治や、武臣を蔑ろにする風潮が蔓延になり、武人たちの不満が高まっていた。1170年に武臣である鄭仲夫が政変を起こして国王と太子を廃位し、明宗を擁立すると、武臣政権時代が始まる。初代執権者の李義方は太子妃を廃して、自分の娘を嫁がせるが、1174年に殺害されると、娘も廃立される。李義方の娘は40年後、太子が即位すると皇后となる。李義方を除いて執権した鄭仲夫は1179年に暗殺される。その後、慶大升・李義旼が政権を握り、最終的に執権した崔忠献は1196年に政権を掌握、明宗を廃位させ、神宗を擁立した。崔氏による武人政権は4代続く安定政権を建てた。1219年に崔忠献が死去すると、子の崔瑀が1249年まで30年間執権する。崔瑀の時代に首都を開京から江華へ遷都する。崔瑀に続き、子の崔沆が1257年まで執権、崔沆に続き子の崔竩が執権するが、わずか1年後の1258年に崔竩は暗殺され、1196年から60年間続いていた崔氏政権が終わり、金俊・林衍・林惟茂による武人政権が成り立つが1270年に武人政権の第11代で、最後の執権者の林惟茂が殺害されると、100年間続いていた武臣政権は終末を迎える。
| 代 | 権力者 | 執政開始 | 終了年 | 執政期間 | 国王                     | 統治機関        | 備考                                                                     |
| -- | ------ | -------- | ------ | -------- | ------------------------ | --------------- | ------------------------------------------------------------------------ |
| 1  | 李義方 | 1170年   | 1174年 | 4年      | 明宗                     | 重房            | 康宗の王妃の思平王后の父 鄭仲夫により殺害                                |
| 2  | 鄭仲夫 | 1174年   | 1179年 | 5年      | 明宗                     | 重房            | 慶大升により殺害                                                         |
| 3  | 慶大升 | 1179年   | 1183年 | 4年      | 明宗                     | 重房            | 病死                                                                     |
| 4  | 李義旼 | 1183年   | 1196年 | 13年     | 明宗                     | 重房            | 崔忠献らにより殺害                                                       |
| 5  | 崔忠献 | 1196年   | 1219年 | 23年     | 明宗 神宗 熙宗 康宗 高宗 | 教定都監        | 崔氏による政権世襲の開始（1258年まで） 明宗と熙宗の廃位                  |
| 6  | 崔瑀   | 1219年   | 1249年 | 30年     | 高宗                     | 教定都監 ・政房 | 元宗の王妃の順敬太后の母方の祖父 モンゴルの侵攻が始まり、江華島へ移徙    |
| 7  | 崔沆   | 1249年   | 1257年 | 8年      | 高宗                     | 教定都監 ・政房 | 病死                                                                     |
| 8  | 崔竩   | 1257年   | 1258年 | 1年      | 高宗                     | 教定都監 ・政房 | 柳璥・金俊らにより殺害                                                   |
| 9  | 金俊   | 1258年   | 1268年 | 10年     | 元宗                     | 教定都監 ・政房 | 林衍により殺害                                                           |
| 10 | 林衍   | 1268年   | 1270年 | 2年      | 元宗                     | 教定都監 ・政房 | 病死                                                                     |
| 11 | 林惟茂 | 1270年   | 1270年 | 1年      | 元宗                     | 教定都監 ・政房 | 林衍の子で、武臣政権最後の執権者 宋松礼・洪奎らにより殺害 武臣政権の終末 |

崔氏武臣政権下、北方ではチンギス・カン率いるモンゴル帝国（蒙古）が台頭し、金を圧迫していた。やがて1224年に金の年号を止め、金から独立した。高宗5年（1218年）にモンゴルに離叛した契丹の一派が高麗領内に侵入した時、チンギス・カンはこれを追討し高麗側も兵力を出してこの討伐行を助勢した（江東城の戦い）。これにより高麗はモンゴル側と接触してその朝貢国となったが、1224年に派遣されたモンゴル使臣が高麗領内で殺害される事件が起こり、国交は断絶した。1231年から、先年の使者の殺害を詰問し降伏・臣従を促す国書がモンゴル側から来牒し、モンゴル軍の侵入が始まる。崔氏は国王を連れて1232年に都を開京から江華島に移して、3年間も徹底抗戦を行ったため、国土と国民はモンゴル軍に蹂躙され、荒廃した。1239年にモンゴルは高麗に入朝を命じたが、高麗側はこれに応じなかった。1247年に再びモンゴル軍が侵入した。この年からモンゴルは継続して侵攻し、高麗は徹底的に抗戦するものの、1258年に北部の和州以北を占領され双城総管府が置かれた。結局、1259年に崔氏政権は打倒され、高麗はモンゴル帝国に降伏、太子（王子）を人質としてモンゴル宮廷に差し出し、高麗王族がモンゴルのカアンの侍衛組織であるケシクの要員に加わるようになった。こうして30年近くに及ぶ高麗の抵抗は終わった。

### モンゴルによる高麗の支配体制
モンゴルの侵略後、高麗の官制は格下げされた。 代表的に3省6部は1府4司に格下げされ、「陛下」は「殿下」に、太子は世子に、王后は王妃に格下げされた。 また、廟号は廃止され、モンゴルに忠誠を捧げるという意味で王の諡号に忠を付けることになった。
モンゴル帝国が高麗と高麗人を支配する行中書省として、遼陽等処行中書省（遼陽行省）・征東等処行中書省（征東行省）の二つが設置された。
モンゴル帝国は高麗が30年間抵抗する間、6度にわたり朝鮮半島全土を蹂躙し、60万人の高麗人を拉致して遼河デルタに移住させた。
この遼河デルタ、アムール川流域、朝鮮半島北部などを管轄し、女直（女真）・高麗人入植者・漢人などを支配する遼陽等処行中書省が遼陽におかれ、高麗王族が着任する瀋陽王（のち王号が格上げされて一字王号の瀋王）がその長官となった。
大同江河口付近から元山付近を結ぶ線の南方が高麗本土とされ、この領域を管轄する征東等処行中書省が瀋陽におかれ、高麗王はその長官を兼ねることとなった。
高麗王の世子（王位継承権第1位）は、モンゴル帝国（元朝）の「ケシク」に出仕し、モンゴルの皇女を妃に迎え、代替わりの際に帰国して王位を継承した。
高麗王と瀋陽王（瀋王）を同じ人物が継承した場合（肩書きとして瀋陽王（瀋王）を称したまま帰国して高麗王を継承した場合）は、「同君連合として、瀋陽を中心とする遼陽行省と高麗はひとつの政治形態」なので問題は起こらないが、瀋王と高麗王が別の人間になると、元朝の権力争いにリンクする形で、瀋王派と高麗王派にわかれ、権力闘争を引き起こすこともあった。
| 在位            | 称号 | 本名 | モンゴル名（漢字表記）                   | 妃                                                        | 備考                                     |
| --------------- | ---- | ---- | ---------------------------------------- | --------------------------------------------------------- | ---------------------------------------- |
| 1308年 - 1313年 | 瀋王 | 王璋 | イジリブカ Iǰirbuqa （益知礼普花）       | 懿妃イェスジン（也速真） 薊国公主ブッダシュリ（宝塔実憐） | 第26代高麗王忠宣王                       |
| 1316年 - 1345年 | 瀋王 | 王暠 | オルジェイトゥ Öljeytü （完沢禿）        |                                                           | 父は江陽公王滋、祖父は第25代高麗王忠烈王 |
| 1354年 - 1376年 | 瀋王 |      | トクトア・ブカ Toqto'a buqa （脱脱不花） |                                                           | 王暠の子の江陵大君王徳寿の子             |

### モンゴルの統治・元寇への参加・高麗王のモンゴル貴族化
モンゴルはこれまでの契丹や女真と異なり、直接的な内政干渉をした。国内には多くのモンゴル軍人が駐留し、反発感情が生まれた。1270年には「慈悲嶺」以北の広大な東寧路を奪われ、東寧府を置かれた。同年、崔氏を倒した林氏政権が滅んで武臣政権は終焉するが、モンゴル支配に反抗する人々が三別抄の反乱を起こした。反乱者は属国だった耽羅島（済州島）の政権を滅ぼして徹底抗戦し、また、鎌倉幕府に救援を求め、共同してモンゴルを撃退するよう要請したが、文永の役直前の1273年に、日本派遣軍の司令官となる忻都・洪茶丘などが率いる派遣軍に鎮圧された。乱の鎮圧と共に、クビライは日本を服属させようと試みたが交渉は失敗し、1274年と1281年に二度の日本侵攻（元寇）を行った。このため前線基地となった高麗は兵站の補給と軍艦の建造を命令され、それによる負担は多大なものだった。一方、『高麗史』には忠烈王がモンゴルに日本侵攻を働きかけたとの記述がある。忠烈王が自身の政治基盤強化のため、モンゴル軍を半島に留めさせ、その武力を後ろ盾とする目的であったと見られる。
忠烈王（在位1274年 - 1308年）はクビライに公主の降嫁を懇願して許され、クビライの娘の忽都魯掲里迷失（クトゥルク＝ケルミシュ） と結婚してカアンの娘婿（駙馬、キュレゲン）となった。また、13世紀後半から14世紀半ばにかけて、元に支配された高麗の歴代国王（第24代元宗～第31代恭愍王）は、支配された初期の元宗と、夭逝した忠穆王・忠定王をのぞき、モンゴル帝室の公主を娶った。初期には高麗王室も一定の影響力を保っていたが、次第に征東行省（第一次と第二次征東行省では高麗王は次官だったが、第三次では排除された）は高麗朝廷の人事にも関与する様になり、高麗領は元の支配下へ組み込まれた。日本の中国思想史学者の小島毅は、「元王朝の時代、韓国の高麗王朝はモンゴル帝国の属国」と評している。
1297年11月、モンゴルは忠烈王を逸寿王に封じ世子の王謜を高麗王に就けたが、忠宣王はモンゴルの官制を高麗風の官制へ改めたため征東行省の役人から不満を買って、1299年には廃位され平章政事の職も解かれた。忠烈王が高麗王に復位し、平章政事には闊里吉思が就き高麗行省の政務を執った。また、モンゴルは王族のひとりを瀋陽王に封じて別の宮廷を建てさせた。その中で忠烈王とモンゴル皇帝の公主との間に生まれた忠宣王（1308年 - 1318年）以降の高麗世子は禿魯花（ダルガチ:daruγa-či、turqaq）としてモンゴルの宮廷で育てられ、モンゴル女性の婿となって、高麗王就任以前はモンゴルのカアンの宮廷に長らく滞在してカアンの側近に仕えるなど、モンゴルの宮廷で生活しほとんどモンゴル貴族となり、父の死後、高麗王に任命されるのが慣例となる。
また、胡服辮髪の令（1278年）を出したほか、一切の律令制定と発布はモンゴルの権限とされた。以降の王はモンゴルの宮廷で育ち、忠宣王は「益知礼普花」（イジリブカ）、忠粛王は「阿剌訥失里」（アラトトシリ）、忠恵王は「普塔失里」（ブダシリ）と、モンゴル風の名も持っていた。このような中で高麗貴族の間ではモンゴル文化が流行した。
忠烈王以降の何人かの高麗王は、モンゴル宮廷において最高ランクの金印獣紐を授けられる諸王・駙馬のひとつ「駙馬高麗国王」の地位を得た。また、多くの高麗王族がカアンの侍衛組織であるケシクに加えられることが通例となり、ケシクとしてカアンに側近くに仕えた世子が次期高麗王となる慣例が出来た。カアンに近侍することで宮廷儀礼に慣れ親しむ契機を得、モンゴル宮廷内での高麗王家の地位は向上した。同時にテムル以降のモンゴル宮廷の内紛の影響を直接受けるようになり、忠宣王のようにケシクとしてのモンゴル宮廷出仕を繰り返し、シデバラ（英宗）の治世にチベットへ配流される例もあった。

### 滅亡への道
高麗は「元が興るとまもなくその侵入をうけて属国」となることにより、その嚮導をつとめたことで大損害をうけ、国力を疲弊させていく。高麗は、モンゴル帝国に対して反抗したが、戦争に負けてからは服属し、「忠実な部下」として友好を保った。しかし「親分」であったモンゴルが撤退したため、高麗の内部は動揺する。14世紀に大陸で紅巾の乱が起こり元が衰え始める時期には征東行省による支配も形骸化した。
恭愍王（1351年 - 1374年）は、元の弱体化に乗じて遼陽行省（かつての高句麗・渤海の領域をほぼ丸ごと包含）の併合を目論み、双城総管府に出仕していた女真人軍閥（女真族ともいわれる李成桂 を含む）を調略すると1356年に元と断交し、双城総管府を接収、元の年号を止めて独立、さらに鴨緑江を西方へ越えて、遼陽を制圧した。これにより、に元から高麗旧領土を奪い返し、ようやくモンゴル支配から脱して独立した。
また、1350年頃から活発化した倭寇（前期倭寇）に高麗は苦しむことになる。1356年から1362年までの紅巾賊侵入に至っては都・開京が陥落したが、崔瑩・鄭世雲・李芳實・李成桂らが率いる高麗軍は10万人にも及ぶ紅巾軍を撃退し開京の奪回に成功する。1359年には、李承慶・李芳實が西京（平壌）で、1361年には李成桂・鄭世雲が黄州で、紅巾軍に大勝した。
倭寇についても、崔瑩・李成桂・羅世・鄭地・朴葳らの有力武将は、次第に倭寇に打撃を与えて行き、1376年には崔瑩が鴻山で、1380年には、李成桂が荒山、崔茂宣・羅世が鎮浦で、1383年には鄭地らが南海島観音浦で大勝利を収め、1389年の朴葳による対馬攻撃以降、倭寇の侵入は激減する（詳細は倭寇を参照）。1368年に中国で明が成立し、同年中に元の都大都を陥落させると、高麗は1370年に明へ朝貢してその冊封を受けた。しかしこのとき明は遼東どころかせっかく高麗が元から取り戻した双城総管府の割譲まで要求したため、さすがに高麗側も激怒して、禑王は再び元と結んで明と対抗しようと考えるようになり、国内では親明派と親元派の抗争が起こった。
この間に遼陽行省の制圧戦や紅巾賊、倭寇などとの一連の戦いで功績をあげ、台頭していた武人李成桂は、1388年に当時北元が明軍の攻勢を受けて危機に陥っていた隙を狙って遼東を占拠するため満洲に向けて派遣されたが、鴨緑江の威化島で軍を引き返させてクーデターを起こし（→威化島回軍）て政権を掌握。1389年に恭譲王を擁立すると、親明派官僚の支持を受けて体制を固め、1392年に恭譲王を廃して自ら国王に即位し、朝鮮王朝（李氏朝鮮）を興す。ここに高麗は建国474年で滅びた。
1394年、旧高麗勢力の叛乱を懸念した李成桂は、恭譲王はじめ主だった高麗王族を殺害した上で、宗室や末裔など王姓を名乗る者の身の安全を保証して一ヶ所に集め、移住先へ移動させるとして船に乗せ、それを沈めて全員を溺死させた。生き残った者は、王の姓を玉、全、田などに改めて逃げのびたという伝承がある。李氏朝鮮の体制が盤石になった後も王姓弾圧の方針は形骸化しながらも続き、17世紀になって中国系の済南王氏が帰化するまで解かれなかったとされる。

## 社会・経済・国際関係

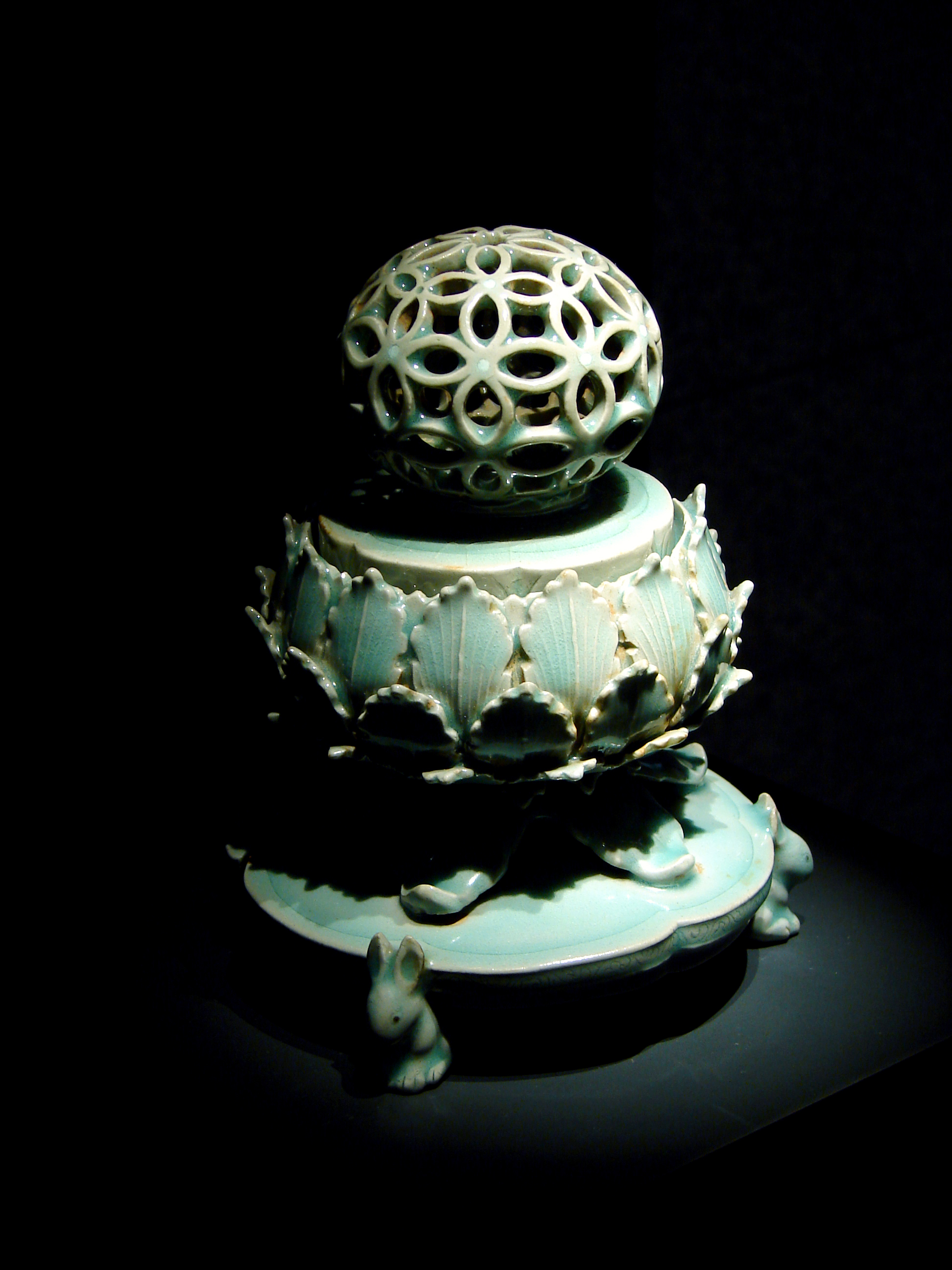
高麗青磁（香炉）

### 帰化人
高麗時代前時期にかけて異民族が帰化し、23万8000人に達するという説もある。あるいは、遼が滅亡して契丹人が各地に散る時に、高麗に入って来て暮らした契丹人は100万に達するという記録もある。帰化した異民族のうち、漢族は国際情勢に明るく、文芸に長けていて多くは官僚となった。渤海人は契丹との戦争に参加して大きい功績を立てた。崔茂宣に火薬製造技術を伝えた人物の李元も中国江南地方出身の帰化人である。女真族は北方情勢を情報提供したり城を築いたり、軍功をたてて高位官職になった者もいる。李氏朝鮮を建国した李成桂は東北面出身でこの地域の女真族を自身の支持基盤とした。開国功臣だった李之蘭はこの地域出身の女真族指導者として同北方面の女真族と朝鮮の関係を篤実にするのに重要な役割を担当した。李氏朝鮮時代、同北方面の領域で領土拡張が可能だったことは女真族包容政策に力づけられたことが大きい。

### 政権
王朝成立の初期には、まだ地方豪族に対する統制も十分ではなく、王権も確立されるに至らなかったので、政治情勢は不安定であった。しかし、やがて第6代成宗の即位（981）とともに、王権の強化と支配体制の整備が本格的に開始された。おりから東アジアの国際情勢の変化により、11世紀初めにかけて三度契丹の侵略を被り属国となったが、それをも政治的、文化的発展、強化の機会や契機として積極的に取り込みつつ、その努力は続けられた。その過程で地方豪族の勢力は、一方では中央の官僚として、また一方では在地の地方行政実務担当者の郷吏として、高麗の支配体制内に吸収されていった。こうして、第11代文宗のとき（11世紀末）までの約1世紀間に、宋（および宋を介しての唐）の制度に倣いながら、各種の制度が整備され、国王を頂点とする中央集権的官僚制国家として確立された。
高麗の支配体制の中枢を占めたのは文武の官僚で、両班と総称されたが、国家の発展・安定とともに、文臣が重んじられるようになり、また門閥の形成とともに、高位高官を占める家柄がしだいに固定化していった。彼らは有力門閥との通婚、とくに王室の外戚となることを推進して、勢力の増大を図った。
12世紀に入ると、門閥文臣官僚による政治に陰りがみられるようになり、文臣の隷属下に置かれた武臣や、増大する国家の収奪に苦しむ農民などの不満が高まった。1170年武臣はクーデターで一挙に文臣勢力を倒して政権を握り、それとともに74年から全国で農民の一揆・反乱が爆発的に起こった。96年以後は武臣の崔氏が高揚した農民の動きも抑えて、4代60年間政権を維持したが、おりから北方でモンゴルが勃興した。そして、1231年以後約30年間、高麗はモンゴルの執拗な侵略を受け、被害を受けた。崔氏政権は江華島に遷都して難を避けつつ、本土での対モンゴル抗戦を指揮した。実際各地で挙族的な激しい抗戦が展開されたが、1258年の崔氏政権の崩壊後、元宗は江華島から退去して開城に戻り、クビライを後ろ盾としてモンゴル帝国（1271年に大元と改名）の支配下に入った高麗王国を建て直す。
ふたたび政治の中心に復帰した高麗王室はモンゴルに服属し、やがて開城に都を復した。これ以後約1世紀間、元の2回の日本遠征（元寇）の主要基地とされて多大の負担を課せられたのをはじめとして、政治的、経済的な重圧を受けた。しかもこの時期には、親元的権勢家や仏教寺院などによる大土地私有が進展し、また14世紀中ごろからは南の海上からくる倭寇の侵入が始まって、しだいに激しさを増すなどの動きもみられ、国勢はいっそう衰えた。1368年中国で明が元を北方に追って支配者となると、高麗朝廷内部では、外交方針をめぐって、親元、親明両派の政治的対立が強まった。そのなかで、咸興の豪族出身の李成桂が、倭寇の撃退、親明方針の主張、土地制度改革の実行などによって勢力を確立し、1392年高麗を滅ぼして自ら王位につき、李氏朝鮮王朝を建てた。
木村誠は「つねに中国の外圧を受けながら民族的成長をとげた朝鮮諸国」を指摘しており、義江彰夫は、日本の公武二重王権と高麗を比較して、双方ほぼ同時期に武人が政権の中枢に登場しながら、高麗では武人が独自政権を構築することなく、中央政権内部において実権を掌握するにとどまったことを「不断の外圧の存在の有無がこの分岐の決定的な要因であった」と指摘している。

### 官制
官制は、新羅の身分制度を引き継いだうえで宋からも制度を採り入れ、第三代の定宗時代に確立された。身分は四つの階層に大別され、支配の最高位が王族と功臣である門閥貴族・両班、実務官僚の中人階層、庶民の良民階層、最下層が賤民階層であった。
中央政府は科挙を採用し、三省六部(三省：中書省、尚書省、門下省、六部：吏部、戸部、礼部、兵部、刑部、工部)によって形成された。品階と官職は以下の通りである。
| 品階   | 門下省     | 尚書省             |
| ------ | ---------- | ------------------ |
| 正一品 |            |                    |
| 従一品 | 門下侍中   | 尚書令             |
| 正二品 | 門下平章事 | 左右僕射、六部判書 |
| 従二品 | 知門下省事 | 知承平             |
| 正三品 | 左右書侍   | 尚書               |
| 従三品 | 直門下     | 知判事、知部事     |
| 正四品 | 諫議大夫   | 侍郎、判官         |
| 従四品 | 中書、舎人 | 知司事             |
| 正五品 | 居郎       | 郎中               |
| 従五品 | 左右司     | 殿中               |
| 正六品 | 左右補闕   | 員外郎             |
| 従六品 | 左右捨遺   | 文吏               |
| 正七品 |            | 堂後官             |
| 従七品 | 門下録事   | 都事               |
| 正八品 |            |                    |
| 従八品 |            | 律学博士           |
| 正九品 | 直院、学正 |                    |
| 従九品 |            | 律学助教           |
| 吏属   | 主事、記官 | 計吏、令書、算士   |

### 女性の社会的地位
高麗の社会は朝鮮半島の歴史の中では、新羅に続き比較的に女性の社会的地位が高い時代だった。
儒教を国教とした李氏朝鮮とは異なり女性の地位が高く高麗の女性は、夫と死別すればいつでも再婚が可能であり遺産を相続する時も息子と娘の区別がなく、親の葬儀費用も共同で負担したほどだった。
政治や生活全般には男性が優先されたが、財産の分配は、息子と嫁いだ娘とで同等に分配された。また夫に殴られた妻が官憲に告発し、逮捕された夫がむち打ちの刑を受けた事もあった。忠烈王の時、朴楡は王に貴族の蓄妾を法律で制度化することを建議した。その後、朴楡は街頭で女性たちに後ろ指を指され、面前で悪口を言われたという。離婚と再婚が自由だったとされるが、特別な理由もなく妻を見捨てると法律によって処罰された。12世紀に宋の徐兢が高麗を訪問した後に書いた『高麗図経』には、「離婚率が高いし、恋愛と別れが多すぎるので、風習がおかしい」と書かれている。
親は娘が両親を扶養するため、娘には愛情を注いで十分に世話をして、早く成長して自分たちを扶養してくれることを昼夜望んでいるほどだった。息子がいなくても、祭祀は娘と婿が行なった。婿取婚の比率も高く、女性は影響力が強かった。

### 貨幣制度
商業が盛んで、銭貨の必要性が高まると、996年に鉄で造った最初の貨幣の「乾元重宝」を発行して1002年まで使用した。12世紀に入り、政府主導の貨幣発行で、粛宗の時代に「海東通宝」、「海東重宝」、「三韓通宝」、「東国通宝」などが発行された。この銅銭らの発行は発行の利益金などや財政権を取るための政府の意図があった。以後、貨幣をむやみに流通させようとしたが、自給自足の経済活動をした農民たちと、国家の独占の貨幣発行と強制使用に不満を持った貴族らの反発とモンゴルとの戦争によって13世紀には官営商店や居酒屋を除いては、使われなくなり、穀物や衣服などが銅銭の代わりに使用された。

### 国際貿易
高麗では貿易が栄え、特に開京から近い礼成江河口にある港・碧瀾渡は貿易港として繁栄した。詳細は下記を参照。

#### 宋・元
高麗は宋に入朝し、親宋を標榜した。宋は高麗の最大の貿易国だった。高麗は宋に金・銅器・木材・棉織物・毛織物・花茣蓙・諸種の薬材・朝鮮人参を輸出し、宋から絹・陶磁器・薬材・書籍・楽器・香料を輸入した。1976年に韓国の全羅南道新安の沖で難破した新安沈船が発見され、元時代の陶磁器約20000点の他に高麗青磁も引き揚げられた。

#### アラビア
高麗の首都の開京（現在の北朝鮮の開城特別市）の礼成江河口の国際貿易港だった碧瀾渡でアラビア商人が賑やかだった。『高麗史』の記録には1024年（顕宗15年）と1025年（顕宗16年）、1040年（靖宗6年）に大食国（アッバース朝）の商人らが高麗に入朝し、産物を献上したと記されている。高麗はアラビアから水銀・香料・ガラス工芸品・珊瑚を輸入した。この時代に高麗の名称がヨーロッパに知られ、アラビアの商人が高麗（コリョ）を「コリア」と呼び始め、今の朝鮮を指す英語表記「Korea」の基になった。

#### 契丹
高麗は建国初期から太祖が契丹との貿易を禁止した。遼を建国した契丹の国土が宋と高麗の間にかけて存在したので、高麗は海上貿易を通じて宋と交易した。3回目の遼の高麗侵攻が失敗に終わってから、高麗と遼は国交を回復し、高麗は遼に食料・銅・鉄・朝鮮人参を輸出した。高麗は遼から銀銭・羊・毛皮を輸入した。
993年、契丹が高麗へ侵攻したときに、徐熙の外交努力により、以後契丹へ朝貢することで鴨緑江以東の領有を契丹から承認され、江東六城を築城するが、契丹が江東六城の割譲を要求して高麗が拒否したために、1010年契丹は再び高麗へ侵攻し、開城を占領する。撤退した契丹は高麗と1019年に講和を結び平穏な状態に戻り、高麗は契丹へ朝貢する。

#### 女真
女真は宋に朝貢してきたが、12世紀に入ると満洲で成長し、金を建国した。以後は女真に朝貢する。高麗は女真から毛皮や馬を輸入し、書籍や農機具を輸出した。

## 思想・文化

### 仏教

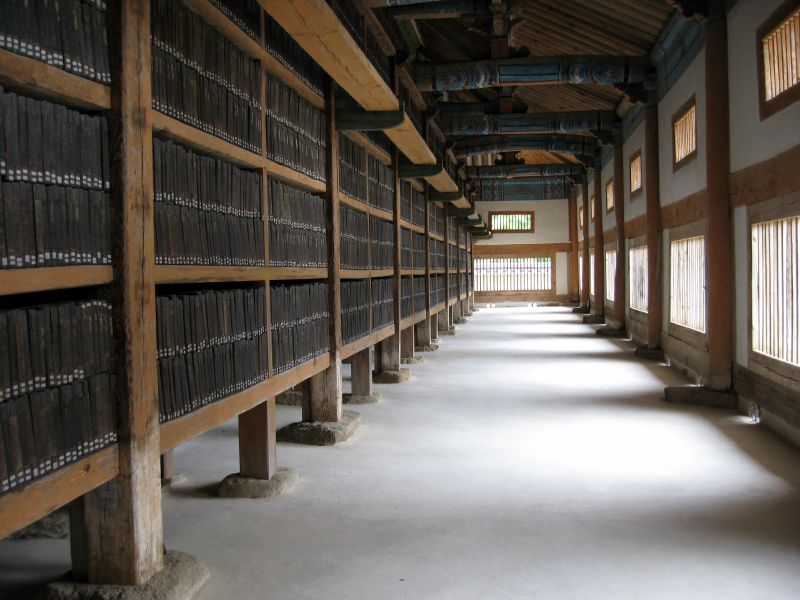
高麗八万大蔵経

高麗の文化は、新羅の時代に受容した唐の文化と宋の文物を加えたものである。そのなかで、高麗の始祖が仏教を国教としたので、王族の支援を受けながら発展した。太祖は開京に多くの寺院を建築し、『訓要十條』で仏教を崇尚して燃燈会と八関会など仏教の行事を開催することで仏教に対する国家の指針を提示した。貴族も仏教に関心を見せたが、これらは政治的理念にした儒教と相反するものではなかった。民衆も起伏信仰として仏教を信奉した。光宗の治世からは、王が僧科を実施して、試験に合格した者には僧侶の地位を与え、国師を置き、王の顧問役を務めさせた。また、寺院には土地を支給して僧侶に各種の恩恵を与えた。
高麗時代には仏教思想の体系が整備され、仏教と係わる書籍を集めて体系化した『大蔵経』が編纂された。『大蔵経』の内容は仏教の経典の集大成であり、釈迦の説教を記録した「経蔵」、すべての戒律を記録した「律蔵」、仏者の論説を記録した「論蔵」の3点で構成されている。高麗は外勢の侵入を受ける度に仏陀の力を借りて勝利しようとし『大蔵経』を刊行した。モンゴルの侵攻開始時には『八万大蔵経』を刊行している。38年の月日を経て完成した『八万大蔵経』はその膨大な経典が収録されているにもかかわらず、校訂の精緻さと字体の美しさがそのすみずみにまで及んでおり、その点がひとつの特長として評価され、世界遺産に登録されている。『八万大蔵経』は現在、海印寺にて保管されている。

### 道教
高麗においては中国より伝わった道教も盛んだった。不老長生と現世での豊かさを追い求めることを特徴にする道教を信仰する人々は、幾多の神々に仕え、災いから脱して救援を望み、国の平安と王室の繁栄を祈った。このため道教的行事がよく開催され、宮廷では天に祭祀を執り行なう醮祭が開催された。新羅後期に流行った風水地理説は未来を予言する図讖思想が追加され、高麗時代に大きく流行した。高麗時代には開京と西京（平壌）が明堂であるという説が確立し、西京遷都と北進政策推進の理論的根拠となった。しかしこのような明堂説は開京勢力と西京勢力の政治的闘いに利用された（仏教層妙清の「西京遷都運動」、および妙清の乱）。文宗の治世以後にはソウルが明堂であるという噂が流布し、こちらを南京と改称して王宮を建て、王がしばらく留まった。

### 香徒
香徒は仏教の組織の一つで、危機が迫る時に備え、香木を埋め、来世で弥勒菩薩に救われるのを念願した一連の活動を行う民の群れを指したが、高麗時代には農民の生活と儀礼・労働をはじめ生を営む共同体の組織であった。

### 学校
高麗は役人を養成するために、全国に多くの学校を建てて民衆への教育を奨励した。開京には今の国立大学校にあたる国子監があった。国子監には国子学、太学、四門学のような儒学部と律学、書学、算学などの技術学部があった。儒学部には名望高い高位級貴族の子弟が入学し、技術学部には下級貴族の子弟と庶民の子弟が入学した。そして地方には地方貴族と庶民の教育を担当する郷校があった。

### 文学
高麗は光宗による科挙の実施下で、漢文学が大きく発展した。成宗の治世以後は文治主義が盛んになったことにより、漢文学は貴族の必須教養となり、朴寅亮や鄭知常など優秀な詩人が登場した。民衆社会では作曲家と作詞者の名前が不明である俗謡という歌謡が流行った。
高麗の文学は初期の詩と中期・後期の小説で区分できる。高麗仁宗時代の詩人、鄭知常の漢詩『送人』は「雨歇長堤草色多（雨が上がり長い堤は草色が濃い）」で始まる七言絶句で、現在まで愛されている。その他に文学の形式の高麗歌謡が流行り、恋人との別れを悲しむ『西京別曲』、『カシリ（行ってしまいますよね）』がある。また俗世を脱して自分の寂しさや悲哀を歌った『青山別曲』は『西京別曲』・『カシリ』と共に現存する高麗歌謡として高く評価されている。中期と後期には執権者や社会の矛盾を風刺した小説が書かれた。特に物事を擬人化して創作した仮伝体小説が流行った。酒を擬人化した林椿の『麹醇伝』や李奎報の『麹先生伝』が特に有名である。

### 工芸・絵画
高麗の貴族は自らの欲望を満たすために芸術作品を作って鑑賞した。その中でも一番脚光を浴びた分野は工芸だった。工芸は貴族の生活道具や、仏教儀式に使われる道具などを中心に発展した。高麗の磁器は新羅と渤海の伝統を土台にし、宋の磁器技術を受け入れ、貴族社会の全盛期であった11世紀に独自の境地を成した。特に翡翠色が出る青磁が発展したが、その後、国の衰退により高麗青磁も衰退の一途を辿った。
絵画の場合、王族と貴族の依頼によって仏画が描かれた。特に高麗の画家は極楽往生を祈る阿彌陀仏図と地蔵菩薩図、観世音菩薩図を描いた。現存する高麗仏画160点のうち130点が日本にある。また、仏教の経典を筆写する時、その経典の内容を絵で説明した写経画も流行った。高麗後期には四君子を主題にした文人画が流行った。

### 建築
- 修徳寺大雄殿（1308年建立、韓国最古の木造建築、大韓民国指定国宝第49号）
- 浮石寺祖師堂（1376年以前、大韓民国指定国宝第18号）、無量寿殿（1377年、大韓民国指定国宝第19号）
- 鳳停寺極楽殿
- 江陵客舎門（大韓民国指定国宝第51号）

## 高麗王一覧
1. 太祖 918年-943年
2. 恵宗 943年-945年
3. 定宗 946年-949年
4. 光宗 949年-975年
5. 景宗 975年-981年
6. 成宗 981年-997年
7. 穆宗 997年-1009年
8. 顕宗 1010年-1031年
9. 徳宗 1031年-1034年
10. 靖宗 1035年-1046年
11. 文宗 1046年-1083年
12. 順宗 1083年
13. 宣宗 1083年-1094年
14. 献宗 1094年-1095年
15. 粛宗 1095年-1105年
16. 睿宗 1105年-1122年
17. 仁宗 1123年-1146年
18. 毅宗 1146年-1170年
19. 明宗 1170年-1197年
20. 神宗 1197年-1204年
21. 熙宗 1204年-1211年
22. 康宗 1211年-1213年
23. 高宗 1213年-1259年
24. 元宗 1260年-1274年
25. 忠烈景孝大王 1274年-1298年
復位1298年-1308年
26. 忠宣憲孝大王1298年
復位1308年-1313年||王昛
27. 忠粛懿孝大王 1313年-1330年
復位1332年-1339年
28. 忠恵献孝大王 1330年-1332年
復位1339年-1344年
29. 忠穆顕孝大王 1344年-1348年
30. 忠定大王 1349年-1351年
31. 恭愍王 1351年-1374年
32. 禑王（驪興王） 1374年-1388年
33. 昌王（允王） 1388年-1389年
34. 恭譲大王 1389年-1392年